# جورج پلاتر
جورج پلاتر سوم (George Plater) (زادهٔ ۸ نوامبر ۱۷۳۵ – درگذشتهٔ ۱۰ فوریه ۱۷۹۲)، مزرعه‌دار، وکیل و سیاستمدار آمریکایی اهل شهرستان سنت ماری، مریلند بود. او میان سال‌های ۱۷۷۸ تا ۱۷۸۰ نمایندهٔ مریلند در کنگره قاره‌ای بوده و مدت کوتاهی میان سال‌های ۱۷۹۱ تا ۱۷۹۲ به عنوان ششمین فرماندار مریلند خدمت کرد.

## اوایل زندگی و تحصیلات
جورج پلاتر سوم در سوترلی، مزرعهٔ خانوادگی در نزدیکی لوناردتوون، مریلند چشم به جهان گشود.
پدرش، جورج دوم، با ربکا ادیسون بولز، بیوهٔ صاحب مزرعه، در سال ۱۷۲۹ ازدواج کرد. پدربزرگش جورج پلاتر میان سال‌های ۱۶۹۱ تا ۱۶۹۲ کفیل دادستان کل بود. همچنین او میان سال‌های ۱۶۹۱ تا ۱۷۰۷ خزانه‌دار پاتوکسنت، میان سال‌های ۱۶۹۱ تا ۱۶۹۶ مأمور وصول مالیات پاتوکسنت، میان سال‌های ۱۶۹۶ تا ۱۶۹۷ خزانه‌دار پوکوموک، میان سال‌های ۱۶۹۳ تا ۱۶۹۶ خزانه‌دار کل مریلند و میان سال‌های ۱۶۹۳ تا ۱۷۰۷ افسر نیروی دریایی در پاتوکسنت بوده‌است.
خواهر و برادر او از جمله ربکا پلاتر تایلو (زادهٔ ۸ اوت ۱۷۳۱ در شهر لئوناردز، شهرستان سنت مری)، همسر جان تایلو دوم؛ آن (زادهٔ ۳۱ اکتبر ۱۷۳۲ در شهر لئوناردز، سنت مری)، همسر ادوارد لوید (که در سال ۱۷۶۷ ازدواج کردند)؛ توماس آدیسون (زادهٔ ۲۷ اکتبر ۱۷۳۸، در سوترلی، سنت مری که در نوزادی از دنیا رفت)؛ و الیزابت نورتون (زادهٔ ۷ اوت ۱۷۴۲ در سنت مری)، همسر رودهام کنر و بعدها، همسر توماس دیویس، بودند.

## حرفهٔ سیاسی
پس از آموزش اولیه در خانه، پلاتر در کالج ویلیام و مری در ویلیامزبرگ، ویرجینیا مشغول به تحصیل شد و در سال ۱۷۵۲ فارغ‌التحصیل شد. او در سال ۱۷۵۳ در انگلستان در رشتهٔ حقوق تحصیل کرد و در دادگستری مریلند پذیرفته شد. میان سال‌های ۱۷۵۷ تا ۱۷۵۹ نمایندهٔ مجلس سفلی مریلند بود. او در میان سال‌های ۱۷۶۷ تا ۱۷۷۷ عضو نیروی دریایی منطقهٔ پاتوکسنت و در سال‌های ۱۷۷۱ تا ۱۷۷۴ عضو شورای فرماندهی بوده‌است. پلاتر با نزدیک شدن به انقلاب، شهر سنت مری را در کنوانسیون آناپولیس نمایندگی کرد که تبدیل به یک حکومت انقلابی شد. او توسط شورای ایمنی مریلند به جمع‌آوری کمک هزینهٔ حمله به کبک، گماشته شد. او نیز در ۱۴ اوت ۱۷۷۶ در نهمین مجمع برای پیش‌نویس نخستین قانون اساسی مریلند منصوب شد.
پلاتر براساس قانون اساسی جدید، از سال ۱۷۸۱ تا ۱۷۹۰ رئیس سنای ایالت مریلند شد. مریلند او را به عنوان نماینده در سال ۱۷۷۸ به کنگره قاره‌ای اعزام کرده و او تا سال ۱۷۸۱ نمایندهٔ ایالت خود در این کنگره بود.
مریلند مجمعی را برای بررسی قانون اساسی ایالات متحده آمریکا برگزار کرده بود که پلاتر نیز در آن حضور داشت و در ۲۸ آوریل ۱۷۸۸ زمانی که وی رئیس مجمع بود، برای تصویب قانون اساسی رأی‌گیری کردند. در همان سال پلاتر به عنوان نامزد انتخاباتی معرفی شد ولی در نهایت رأی لازم را نی‌آورد.
پلاتر در اواخر سال ۱۷۹۱، به عنوان فرماندار انتخاب شد و در دسامبر همان سال شروع به کار کرد. ولی مدت زمان مسئولیت او کوتاه بود، زیرا که او کمتر از سه ماه پس از آغاز مسئولیت خود در دفتر کارش چشم از جهان فروبست. او در سوترلی، مریلند به خاک سپرده شد، اما محل قبر او مشخص نیست.

## زندگی شخصی
پلاتر یک پروتستان معتقد و فعال بود که به مدت ۲۸ سال به عنوان متصدی امور مالی و اداری کلیسای اسقفی سنت اندرو (کلیسایی که به تأسیس و ساخت آن کمک کرد)، خدمت کرده‌است.
پلاتر ابتدا با هانا لی ازدواج کرده و تک فرزندشان شارلوت نام داشت (زادهٔ حدود سپتامبر ۹/۱۷۶۳ و در جوانی نیز درگذشت). سپس با الیزابت آن راسبی ازدواج کرد و صاحب شش فرزند به نام‌های: ربکا، جورج، جان، توماس، ادوارد و آن شدند. ربکا پلاتر (زادهٔ ۸ مارس ۱۷۶۵) با ارتشبد اوریا فارست که سیاستمدار و رهبر نظامی بود، ازدواج کرد. او مادربزرگ آلیس گرین، همسر شاهزاده دون آنجل ماریا د ایتوربیده و هوارته بود که به نوبت، والدین شاهزاده دون آگوستین د ایتوربیده و گرین، رئیس خانه امپراتوری مکزیک، بودند. جورج پلاتر چهارم (زادهٔ ۲۱ سپتامبر ۱۷۶۶ در سنت مری، مریلند، درگذشتهٔ ۱۰ آوریل ۱۸۰۲ در سوترلی) با سیسلیا براون باند در ۲۲ مارس ۱۷۹۸ و بعدها با الیزابت سامرویل ازدواج کرد. جان راسبی پلاتر (زادهٔ ۱۵ اکتبر ۱۷۶۷ در آناپولیس، آن آروندل، مریلند) با الیزابت تاتل ازدواج کرد. او وکیل و قاضی بود. توماس پلاتر (زادهٔ ۵ مه ۱۷۶۹ در آناپولیس، آن آروندل، مریلند) با آن لینگان و بعدها با اوالیناهایت بوچانان ازدواج کرد. او وکیل بود و تا رسیدن به نمایندگی مریلند در مجلس نمایندگان ایالات متحده آمریکا مسیر را ادامه داد. آن پلاتر (زادهٔ ۲۳ سپتامبر ۱۷۷۰ در سوترلی، سنت مریس، مریلند) با فیلیپ بارتون کی ازدواج کرد. دختر آن‌ها، الیزابت راسبی کی، همسر پنجمین فرماندار لوئیزیانا، هنری جانسون و نخستین دختر عموی فرانسیس اسکات کی بود. پسر آنها، فیلیپ بارتون کی جونیور پیش از جنگ داخلی آمریکا به عنوان یکی از اعضای مجلس نمایندگان لوئیزیانا برای پریش لافورش، لوئیزیانا خدمت می‌کرد. او به کمک پسر عموی خود، فرانسیس اسکات کی، در رشتهٔ حقوق تحصیل کرد.
زمانی که پلاتر در دهم فوریه ۱۷۹۲ در پایتخت آناپولیس، مریلند چشم از جهان فروبست، پیکرش به خانه بازگردانده شد و در سوترلی بر روی ساحل رودخانه پاتوکسنت در سنت ماری به خاک سپرده شد. حداقل ۹۳ برده در زمان مرگ وی در مزرعه زندگی می‌کردند. از این خانه نگهداری و توسط بنیادی که به همین منظور تأسیس شده، به عنوان موزه بهره‌برداری می‌شود. ملک او در مسیر ۲۴۵ و درست بیرون از هالیوود، مریلند واقع شده و در طول تابستان درب آن بر روی بازدیدکنندگان باز است.